# Euclides da Cunha
För andra betydelser, se Euclides da Cunha (olika betydelser).
Euclides Rodrigues Pimenta da Cunha född 20 januari 1866 i Cantalago, död 15 augusti 1909 i Rio de Janeiro (mördad), var en brasiliansk författare.
Cunha växte upp hos släktingar i Bahia, då han var föräldralös. Han utbildade sig till militäringenjör men arbetade efter att han lämnat det militära 1896 bland annat som journalist. Han skrev flera romaner, av vilka Os sertões (Markerna brinna) som utgavs 1902 anses vara den främsta. Boken beskriver på ett realistiskt sätt kriget mot religiösa fanatiker i Canudos i nordöstra Brasilien i slutet av 1800-talet, vilket da Cunha själv rapporterat från som krigskorrespondent. Den har inspirerat Mario Vargas Llosa till dennes La guerra del fin del mundo (Kriget vid världens ände), i vilken da Cunha förekommer som en av personerna. Vargas Llosa dedicerar också sin roman till Cunha.